# Vopt
Vopt是一个磁盘碎片整理软件，其旧版Vopt98被Microsoft买去作为Windows 9x的默认磁盘整理软件。Vopt是收费软件，但其简体中文版被授权中国大陆用户免费使用。随着Windows NT的推行，Diskeeper取代Vopt成为被Microsoft捆绑的对象。
1. ↑  .   [2011-02-05]. （原始内容存档于2011-07-01）.